# 강구열
강구열(1988년 2월 23일~ )은 대한민국의 전직 스타크래프트 프로게이머로, 테란 유저이다. 아이디는 910[Ete]로, 이는 이름 중 구(9), 열(10)을 숫자로 풀어쓴 것이다.

## 생애
2005년 하반기 드래프트에서 POS(현 MBC게임 히어로)의 4차 지명으로 입단하였다.
프로리그에서 팀플레이 전담 선수로 활약하였고, 2007년엔 곰TV MSL 시즌2 8강에 진출하며 화제를 낳았다. 당시 MSL 작가진에서 붙여준 '날카로운 빌드의 귀재(약칭 날빌귀)'란 수식은 그대로 그의 별명이 되었으며, 이후론 소위 '강라인'의 수장이라 불리고 있다.
정작 이슈를 불러일으킨 이후엔 1년 가까이 부진한 모습으로 이렇다할 성적을 내지 못했으나, 최근 BATOO 스타리그 08-09 오프라인 예선에서 변형태(CJ 엔투스)를 꺾는 이변을 일으키며 36강 본선에 진출했으나 조기탈락했다. 여담으로, 그무렵에 신한은행 프로리그 09-10을 벼르고 있다고 인터뷰를 하기도 했으나, 정작 그렇게는 못 됐다. 그 후, 프로리그와 개인리그에서 이렇다할 성적을 크게 내지 못한 채로 2009년 9월 10일 소위 '날일'에 날카롭게 은퇴를 선언했다.
대한민국 공군 사병으로 복무한 그는 2009년 11월 23일 공군 현역으로 입대했고, 2011년 12월경 제대했다.
현재는 역시 전직 스타크래프트: 브루드 워 프로게이머인 안기효와 함께 나우콤에서 일하고 있다고 한다.

## 강구열과 김창희
두 선수의 첫 인연은 곰TV MSL 시즌2 조지명식으로 거슬러 올라간다. 이날 조지명식에선 김창희(당시 온게임넷 스파키즈 현 영구제명)와 박성훈(삼성전자 칸)의 신경전이 한창이었는데, 이는 서바이버 토너먼트에서 일어난 '버그 사건' 때문이었다. 시종일관 박성훈은 "벌레(버그)테란과 맞붙고 싶다" 등의 공격적인 멘트로 김창희를 자극하였다.
그러나 불똥은 엉뚱한 곳으로 튀고 말았다. 김창희가 전대회 4강에 올랐던 진영수(당시 STX 소울 현 영구제명)에게 "만만하다"며 도발하자, 진영수가 "나와 승부하려면 강구열부터 꺾고 오라"며 응수한 것. 결국 별다른 친분도, 사연도 없던 강구열과 김창희는 진영수에 의해 같은 C조에 편성되었고, 김창희는 강구열이 안중에도 없다는 듯 시종 진영수만 자극하기에 바빴다. 가만히 지켜보던 강구열이 "나는 버그 쓴 테란에게는 지지 않는다"며 김창희를 공격했고, 이에 김창희가 "버그가 아니라 스킬인데 자꾸 버그버그 하니까 좀 그렇다"라며, 한편으로는 "강구열 선수 물론 별로 잘한다고 생각하지 않는다"라고 응수하면서 순식간에 두 선수 사이엔 팽팽한 긴장이 흘렀다. 또한 이 장면은 각 커뮤니티에서 많은 화제를 낳았다.
이같은 설전의 영향으로 두 선수의 맞대결엔 뜨거운 관심이 모아졌고, 경기는 강구열의 완승으로 끝났다. C조 2경기에서 강구열이 승리한 이후, 최종진출전에서도 강구열이 김창희를 꺾으며 16강에 진출한 것이다. 결국 김창희는 진영수와의 대결은 고사하고 탈락의 쓴맛만 봤고, 그의 안티팬들은 강구열에게 '세스코 테란(벌레를 박멸했다는 뜻)'이란 별칭을 붙이기도 했다.
이후 두 선수는 한동안 어색한 관계를 유지했으나, MBC게임의 스타 무한도전에 함께 출연하면서 친분을 쌓았다. 또한 MBC게임 히어로-온게임넷 스파키즈간의 이벤트전인 라이벌 배틀 브레이크에서도 둘은 줄곧 맞대결했고, 팬들 역시 이들의 경기를 '열창록'이라 칭하는 등 높은 관심을 보였다. 강구열과 김창희의 대결 중 가장 화제가 된 것은 2008년 초에 열린 올스타 스킨스 매치로, 이날 경기에서 김창희는 강구열을 7:0으로 꺾으며 500만원의 상금을 차지했다.

## 강라인

### 탄생 비화
곰TV MSL 시즌2 C조 예선에서 김창희만 두 번 꺾고 16강에 오른 강구열은 '퍼펙트 테란' 서지훈(CJ 엔투스)을 꺾고 8강에 진출하는 이변을 일으켰다. 당초에 김창희와의 대결로 화제를 낳긴 했으나, 기량면에선 약체에 속한다고 평가받던 강구열이었기에 그 파장은 엄청났다. 8강전 상대는 당시 대 테란전 최고 승률을 자랑하던 송병구(삼성전자 칸). 팬들은 송병구의 절대 우세를 예측하면서도, 16강에서 일으킨 강구열의 파란이 이어질 수도 있다는 기대를 품게 되었다.
MSL에는 8강에 오른 선수들에게 그 특징을 살린 별명, 문구를 붙여주는 관행이 있다. 당시 강구열에겐 '날카로운 빌드의 귀재, BLADE TERRAN'이란 수식이 붙었는데, 이는 기본기나 운영보다는 초반 빌드에 집중하는 강구열의 플레이 스타일에 착안한 것이었다. 5판 3선승제로 치러진 8강에서 강구열은 예의 그 '날카로운 빌드'를 시전했으나 송병구의 탄탄한 운영에 모두 막히면서 0:3으로 무너지고 말았다. 혹시모를 이변을 기대했던 팬들은 허무하게 끝나버린 경기에 크게 실망했고, 시드를 획득한 강구열이 곰TV MSL 시즌 3 32강에서 손주흥과 김윤환 (KTF)에게 2연패를 당하면서 맥없이 탈락하자 "거품이다", "천운 8강이다" 등의 비난을 서슴지 않았다.
재미있는 사실은, 이같은 강구열의 행보를 그대로 답습한 선수가 이후에도 계속 나타났다는 것이다. 대표적으로 CJ 엔투스의 주현준, 한상봉 등이 '시드 확보→졸전→광속 탈락'의 전례를 밟은 것. 팬들은 이들을 한데묶어 '강라인'이라 칭하기 시작했고, 이는 커뮤니티 사이에서 폭발적인 반응을 이끌어내며 '대세'로 자리잡았다.
본래 '강라인'이란 호칭은 실력보다 부풀려진 성적을 낸 선수들을 조롱하기 위함이었다. 그러나 그 '수장'으로 불린 강구열의 유쾌한 성격, 그리고 매체 인터뷰에서 보인 겸손한 모습에 팬들은 점차 호감을 갖게 되었다. 이에 힘입어 DC 인사이드엔 '강구열 갤러리(일명 날갤)'가 생기기에 이르렀고, 지금도 많은 팬들은 날갤 등을 통해 '강수장'과 활발히 교류하며 '충성'을 다하고 있다.
한때 강라인의 열기가 식는 듯했지만, 2008년 12월, 강구열이 바투 스타리그 36강에 진출하면서 강라인의 열기가 다시 뜨거워 질 조짐이 일고 있다. 36강 진출을 확정지은 직후 강구열의 인터뷰 때문, 강구열은 인터뷰에서 "09-10 시즌을 진짜 벼르고 있다"라고 말했는데, 그 말을 강라인의 팬들은 09-10 시즌에서 9와 10을 강구열의 이름에서 강자를 뺀 구와 열로 풀이, 즉 구-열시즌으로 해석하면서 다시금 뜨거워 지고 있는 것이다.

### 강라인 멤버
- 강라인 멤버에는 4가지 조건이 있다.

- - 1. OME경기로 시드권만 따고 탈락하는 것.
  - 2. 이 후 차기 시즌에서 광속 탈락해야 하는 것.
  - 3. 우승자나 네임벨류가 있는 사람은 가입 불가능.
  - 4. 다음 토너먼트에 진출한 케이스를 넘어 준우승 혹은 우승까지 했다면 탈퇴.

- 강구열(MBC게임 히어로) : 2009년 9월 은퇴. 강라인의 수장. 곰TV MSL 시즌2 8강에 오르며 시드 획득. 8강에선 송병구에게 0-3으로 완패하며 탈락.차기 시즌 32강에서 손주흥과 김윤환에게 패하며 탈락. 또 차기 시즌 서바이버 토너먼트에서도 오영종과 한동훈에게 연패하며 탈락.

- 주현준(CJ 엔투스) : 2009년 6월 은퇴. 곰TV MSL 시즌3 8강에 오르며 시드 획득. 8강에선 당시 신예였던 박성균(위메이드 폭스)에게 1-3에게 완패하며 탈락. 차기 시즌에 Face Off의 저주에 걸리면서 32강에서 신희승, 박찬수에게 패하며 탈락. 아레나 MSL 2008에서도 손주흥에게 패한 뒤 김윤환(STX)을 잡아냈으나 박성균에게 패하며 탈락. 클럽데이 온라인 MSL 2008에서도 16강에서 허영무에게 패배하며 탈락. 차기 시즌 서바이버 토너먼트에서도 1승 2패로 탈락.

- 신희승(이스트로) : 2010년 6월 영구제명. 신희승의 강라인 가입은 험난(?)했다. EVER 스타리그 2007 4강 2007에서 이제동(르까프 오즈)에게 0-3으로 완패, 3,4위전에서 김택용과의 졸전 끝에 2-3으로 패배했지만 시드가 없었다. 당시에는 스타 챌린지를 통과한 선수가 D조의 시드권을 잡았기 때문에 신희승은 시드를 잡지 못했다. (스타챌린지가 없어지면서 시드권은 박카스 이후 공동 3위에게 넘어감) 곰TV MSL 시즌4 8강에서 마침내 시드를 딴 이후 허영무(삼성전자 칸)에게 0-3으로 완패하는 '삼고초려' 끝에 강라인의 일원이 되었다. 항간엔 "신희승의 네임밸류는 기존의 강라인과 다르다"는 반론이 일어 논쟁에 휩싸였으나, 신희승 본인이 "나는 강라인이다"고 인정하면서 '공인' 강라인이 되었다. 팬들은 전략가 이미지가 강한 그에게 '와룡희승'이란 애칭을 붙였다. 이 후 EVER 스타리그 2008 1차 본선에선 안기효, 김민제에게, 아레나 MSL에서 고인규, 박찬수에게 패배하면서 탈락했고, 클럽데이 온라인 MSL 2008에서도 최종전에서 이제동에게 발목을 잡혔다. 이후 로스트사가 MSL 2009와 아발론 온라인 MSL 2009에서는 각각 16강에 진출하였다. 차기 시즌 서바이버 토너먼트에서는 1승 2패로 탈락하며 본선 진출에 실패했고, 또 차기 시즌 서바이버 토너먼트에서도 2패로 탈락했다.

- 손찬웅 (현 화승 OZ) : 2011년 7월 은퇴. 손찬웅의 행보는 강라인이 되는 데 정말 완벽했다. 2007 스타챌린지 S2에서 손찬웅은 변길섭과의 최종전에서 변길섭을 꺾고 박카스 스타리그에 올라가 김동건, 박명수, 박영민에게 패하며 탈락했고, 그 다음 시즌 에버 스타리그 2008 R1에서 이제동과 한동욱을 떨어트리는 충격적인 대진으로 2R에 진출했다. 그 후 R2에서 김택용, 박성균, 박영민과 같은 조가 되어 김택용과 박영민을 이기고 박영민과 8강에 진출하며 김택용과 박성균의 진출을 기대하였던 관계자에게 충격을 주었다. 또 8강에서는 강력했던 로얄로더 후보 허영무를 2:1로 역전시키며 4강에 진출하여 시드를 얻었다. 하지만 4강에서 프로토스전을 제일 잘 하기로 유명한 박성준에게 3:1로 패하는 무력한 모습을 보여주며 탈락하였으며, 끝내 인크루트 스타리그 2008 16강에서도 송병구, 염보성, 정명훈에게 전패를 당하고 광속 탈락, 강라인의 일원이 되고 말았다. 인크루트 스타리그 3패 탈락의 영향으로 클럽데이 온라인 MSL 2008에서도 김택용, 박영민에게 2패를 당하고 광속 탈락, 이 후에도 서바이버 시즌 3에서도 박태민과 STX의 저그 신예 조일장에게 연패하며 탈락, 강라인의 일원임을 입증했다. 이후 박카스 스타리그 2009에서는 박태민과 서기수를 이기고 16강에 진출은 하나 문성진, 송병구, 정명훈에게 무난한 3패로 광탈하며 강라인임을 다시 한번 입증한다. 차기 시즌에서는 36강에서 탈락하며 본선 진출 실패. 그 뒤로는 스타리그에도 MSL에도 복귀하질 못하였고, 계속 탈락만 하다가 2011년 7월 은퇴.

- 조일장 (STX SouL) : 2012년 12월 사실상 은퇴. 바투 스타리그 08-09에서 4강에 오르며 충격적인 개인리그 데뷔를 하지만 시드를 확보한 다음 시즌인 박카스 스타리그 2009 16강에서 1승 2패로 16강에서 탈락, 강라인에 가입하게 됐다. 그 뒤로 에버 스타리그 2009는 36강에서 탈락, 대한항공 스타리그 2010 시즌1도 결과 마찬가지, 그 뒤로는 본선 진출에 실패하거나 계속 조기탈락. MSL에서도 본선 진출 실패, 혹은 조기탈락하거나 16강에만 머묾.

- 문성진(하이트 스파키즈) : 2010년 6월 영구제명. 박카스 스타리그 2009 36강에서 도재욱을 꺾는 파란을 일으키면서 충격적인 데뷔를 한 끝에 4강까지 올라가는 활약을 하면서 EVER 스타리그 2009 4번 시드를 확보하지만 3패로 16강에서 광속 탈락, 강라인에 가입하게 되었다. 차기 시즌 36강에서는 김구현에 패하며 탈락.

- 정종현 (웅진 스타즈) : 2010년 10월 스타2 전향. 하나대투증권 MSL 2010 16강에서 전태양을 2:0으로 꺾고 8강에 진출하였다. 첫경기에서 이영호에게 승리하며 좋은 분위기를 탔지만 결국 3:1로 패배하였다. 그 후 빅파일 MSL 2010 32강에서 1승 2패로 탈락하며 강라인에 가입하게 되었다.

- 박세정 (위메이드 폭스) : 2010 대한항공 스타리그 2010 Season 1 16강에서 김윤환, 정명훈과의 재재경기 끝에 8강에 진출하였다. 8강에서 전대회 준우승자인 진영화를 2:0으로 꺾고 4강에 진출하였지만 이영호에게 3:0으로 패배하게 된다. 이후에 열린 대한항공 스타리그 2010 Season 2 16강에서 3패로 탈락, 박카스 스타리그 2010 36강마저 탈락하며 강라인에 가입했다. 그 뒤로는 개인리그 본선 진출 계속 실패.

- 그밖에 박카스 스타리그 2008 4강에서 완패한 박찬수(KTF 매직엔스, 현재 영구제명), 네이트 MSL 2009 8강에서 셧아웃당한 김대엽(KT 롤스터), 빅파일 MSL 2010 8강에서 김택용에 1대3으로 패해 탈락한 염보성(제8게임단) 역시 강라인이라는 주장이 있으나, 네임밸류가 높다는 이유로 인해 거의 인정받지 못하고 있으며, (특히 박찬수는 로스트사가 MSL 2009에서 우승함) 최근 로스트사가 MSL 2009에서 박찬수에게 셧아웃당한 김명운(웅진 스타즈)등이 신규 멤버로 예정되어 있었으나 8강에 진출하면서 광속 탈락을 피해가 가입 실패하고 말았다. 이중 1명은 영구제명, 1명은 사실상 은퇴. 또한 박카스 스타리그 2010 4강에서 송병구에 셧아웃당한 김현우(STX 소울)도 차기 진에어 스타리그 2011 8강에 진출해 강라인 가입에 실패했다. 유병준(삼성전자 칸)도 ABC마트 MSL 2011 8강에서 이제동에게 3대1로다가 패하면서 다음 MSL에서 광탈하면 강라인이 될 뻔했으나, MSL이 없어지면서 유병준도 강라인 가입은 면했다. 유병준도 2012년 6월 은퇴. 진에어 스타리그 2011 4강에서 허영무에 셧아웃당한 어윤수(SK Telecom T1)도 강라인이 될 뻔했으나 티빙 스타리그 2012 8강에 진출하면서 강라인 가입은 면했으며, 김정우도 본래 강라인이었으나 대한항공 스타리그 2010 시즌1에서 우승하면서 탈퇴가 확정됐고, 영구제명된 박명수도 박카스 스타리그 2009에서 준우승하면서 탈퇴, 임의탈퇴한 한상봉도 아발론 온라인 MSL 2009에서 준우승하면서 탈퇴, 이영한도 8강에 3전전승으로 진출하면서 강라인에서 탈퇴하게 되었다.

## 주요 기록
- 2003년 여수시장배 스타크래프트 대회 우승
- 2004년 WCG 사이버파크 3위
- 2004년 청주 스타크래프트 대회 3위
- 2004년 대구 롯데백화점 스타크래프트 대회 1위
- 2004년 대구 메가웹 스테이션 스타크래프트 대회 준우승
- 2004년 JOYDOM 스타크래프트 대회 2위
- 2005년 제9회 커리지 매치 입상
- 2005년 KT 네스팟스윙 동성로 축제 우승
- 2007년 곰TV MSL 시즌2 8강
- 2007년 곰TV MSL 시즌3 32강
- 2008년 BATOO 스타리그 08~09 36강